# 恋すれどシャナナ
「恋すれどシャナナ」（こいすれどしゃなな）は、2004年10月21日リリースした田原俊彦と研ナオコによるデュエットシングル。

## 背景
田原俊彦のデビュー25周年記念シングル第2弾として、「夏ざかりほの字組」以来の研ナオコによるデュエットでリリースされた。

## リリース
2004年7月7日に、ガウスエンタテインメントのディス・ワンレーベルから発売された。

## 収録曲
| 全作詞: 真間稜, Chang Jung、全作曲: 宮島律子、全編曲: 内藤慎也。 |                                                |                    |            |      |
| #                                                                | タイトル                                       | 作詞               | 作曲・編曲 | 時間 |
| 1.                                                               | 「恋すれどシャナナ」                           | 真間稜, Chang Jung | 宮島律子   | 4:19 |
| 2.                                                               | 「恋すれどシャナナ」(without Naoko Ken)        | 真間稜, Chang Jung | 宮島律子   | 4:19 |
| 3.                                                               | 「恋すれどシャナナ」(without Toshihiko Tahara) | 真間稜, Chang Jung | 宮島律子   | 4:20 |
| 4.                                                               | 「恋すれどシャナナ」(Instrumental)             | 真間稜, Chang Jung | 宮島律子   | 4:17 |
| 合計時間:                                                        | 合計時間:                                      | 17:15              |            |      |